# Maggie Kigozi
Margaret Blick Kigozi (Fort Portal, 5 de julho de 1950) é uma médica, educadora e atleta ugandense. Foi consultora da Organização das Nações Unidas para o Desenvolvimento Industrial (UNIDO) e diretora executiva da Autoridade de Investimento do Uganda (UIA), de 1999 a 2011.